# Lithophragma tripartitum
Lithophragma tripartitum là một loài thực vật có hoa trong họ Saxifragaceae. Loài này được (Greene) Greene miêu tả khoa học đầu tiên năm 1895.